# Serbana
Serbannes és un municipi francès, situat al departament de l'Alier i a la regió d'Alvèrnia-Roine-Alps. L'any 2007 tenia 717 habitants.

## Demografia

### Població
El 2007 la població de fet de Serbannes era de 717 persones. Hi havia 299 famílies de les quals 63 eren unipersonals (16 homes vivint sols i 47 dones vivint soles), 134 parelles sense fills, 94 parelles amb fills i 8 famílies monoparentals amb fills.
La població ha evolucionat segons el següent gràfic:
Habitants censats

### Habitatges
El 2007 hi havia 339 habitatges, 300 eren l'habitatge principal de la família, 16 eren segones residències i 23 estaven desocupats. 336 eren cases i 1 era un apartament. Dels 300 habitatges principals, 270 estaven ocupats pels seus propietaris, 29 estaven llogats i ocupats pels llogaters i 2 estaven cedits a títol gratuït; 2 tenien una cambra, 8 en tenien dues, 27 en tenien tres, 69 en tenien quatre i 195 en tenien cinc o més. 257 habitatges disposaven pel capbaix d'una plaça de pàrquing. A 91 habitatges hi havia un automòbil i a 191 n'hi havia dos o més.

### Piràmide de població
La piràmide de població per edats i sexe el 2009 era:
| Homes | Edats   | Dones |
| ----- | ------- | ----- |
| 0     | 95 o +  | 0     |
| 0     | 90 a 94 | 0     |
| 0     | 85 a 89 | 4     |
| 8     | 80 a 84 | 8     |
| 4     | 75 a 79 | 12    |
| 16    | 70 a 74 | 12    |
| 28    | 65 a 69 | 24    |
| 20    | 60 a 64 | 8     |
| 20    | 55 a 59 | 28    |
| 40    | 50 a 54 | 32    |
| 40    | 45 a 49 | 40    |
| 40    | 40 a 44 | 32    |
| 16    | 35 a 39 | 24    |
| 20    | 30 a 34 | 20    |
| 4     | 25 a 29 | 12    |
| 20    | 20 a 24 | 8     |
| 20    | 15 a 19 | 20    |
| 20    | 10 a 14 | 28    |
| 24    | 5 a 9   | 24    |
| 4     | 0 a 4   | 16    |

## Economia
El 2007 la població en edat de treballar era de 480 persones, 330 eren actives i 150 eren inactives. De les 330 persones actives 300 estaven ocupades (152 homes i 148 dones) i 31 estaven aturades (15 homes i 16 dones). De les 150 persones inactives 81 estaven jubilades, 35 estaven estudiant i 34 estaven classificades com a «altres inactius».

### Ingressos
El 2009 a Serbannes hi havia 307 unitats fiscals que integraven 749 persones, la mediana anual d'ingressos fiscals per persona era de 19.830 €.

### Activitats econòmiques
Dels 24 establiments que hi havia el 2007, 6 eren d'empreses de construcció, 6 d'empreses de comerç i reparació d'automòbils, 2 d'empreses d'hostatgeria i restauració, 1 d'una empresa financera, 1 d'una empresa immobiliària, 4 d'empreses de serveis, 1 d'una entitat de l'administració pública i 3 d'empreses classificades com a «altres activitats de serveis».
Dels 8 establiments de servei als particulars que hi havia el 2009, 1 era una funerària, 3 tallers de reparació d'automòbils i de material agrícola, 1 paleta, 1 fusteria i 2 restaurants.
L'únic establiment comercial que hi havia el 2009 era una botiga d'electrodomèstics.
L'any 2000 a Serbannes hi havia 10 explotacions agrícoles que ocupaven un total de 665 hectàrees.

## Equipaments sanitaris i escolars
El 2009 hi havia una escola elemental.

## Poblacions properes
El següent diagrama mostra les poblacions més properes.